# Joseíto Fernández
José „Joseíto“ Fernández Díaz (* 5. September 1908 in Havanna; † 11. Oktober 1979 ebenda) war ein kubanischer Sänger und Songwriter und einer der bekanntesten Interpreten der kubanischen Guajira. Die populärsten Stücke aus seiner Feder sind „Elige tú, que canto yo“, „Amor de madre“, „Demuéstrame tú“, „Así son, boncó“ sowie sein mit Abstand berühmtestes Lied „Guantanamera“ aus dem Jahr 1928, das diverse Arrangements und Coverversionen durchlief.